# دیوید آرکین
دیوید آرکین (انگلیسی: David Arkin؛ ۲۴ دسامبر ۱۹۴۱ – ۱۴ ژانویهٔ ۱۹۹۱) یک هنرپیشه اهل ایالات متحده آمریکا بود.

## فیلم‌شناسی
از فیلم‌ها یا برنامه‌های تلویزیونی که وی در آن نقش داشته است می‌توان به نشویل اشاره کرد.